# Macroteleia bicolora
Macroteleia bicolora är en stekelart som beskrevs av Jean-Jacques Kieffer 1908. Macroteleia bicolora ingår i släktet Macroteleia och familjen Scelionidae. Inga underarter finns listade i Catalogue of Life.